# Летонија на Европском првенству у атлетици на отвореном 2018.
Летонија је учествовала на 24. Европском првенству у атлетици на отвореном 2018. одржаном у Берлину, (Немачка), од 6. до 12. августа. Ово је десето европско првенство у дворани од 1934. године од када је Летонија први пут учествовала. Репрезентацију Летоније представљало је 17 спортиста (9 мушкараца и 8 жена) који су се такмичили у 12 спортиста (7 мушкараца и 5 жена).
На овом првенству Летонија није освојила ниједну медаљу али су оборена два национална рекорда, један национални рекорд за млађе сениоре, три лична рекорда и остварена 3 најбоља лична резултата сезоне.

## Учесници
| Мушкарци: - Јанис Леитис — 400 м - Јанис Вишкерс — Маратон - Максим Синцуков — 400 м препоне - Арнис Румбениекс — 50 км ходање - Марекс Арентс — Скок мотком - Елвијс Мисанс — Троскок - Роналд Стробиндер — Бацање копља - Гатис Чакшс — Бацање копља - Патрикс Гаилумс — Бацање копља | Жене: - Синдија Букша — 200 м - Гунта Латишева-Чударе — 400 м - Лига Велвере — 400 м - Илона Мархеле — Маратон - Лаума Грива — Скок удаљ - Мадара Паламејка — Бацање копља - Анет Коцина — Бацање копља - Лина Музе — Бацање копља |  |

## Резултати

### Мушкарци
| Атлетичар          | Дисциплина    | Лични рекорд | Квалификације    | Квалификације | Полуфинале            | Полуфинале | Финале                | Финале            | Детаљи |
| Атлетичар          | Дисциплина    | Лични рекорд | Резултат         | Место         | Резултат              | Место      | Резултат              | Место             | Детаљи |
| ------------------ | ------------- | ------------ | ---------------- | ------------- | --------------------- | ---------- | --------------------- | ----------------- | ------ |
| Јанис Леитис       | 400 м         | 45,60 НР     | 45,56 КВ, НР, ЛР | 3. у гр. 2    | 45,53 НР, ЛР          | 5. у гр. 2 | Није се квалификовао  | 15 / 39           |        |
| Јанис Вишкерс      | Маратон       | 2:18:15      |                  |               |                       |            | 2:25:28               | 49 / 58 (72)      |        |
| Максим Синцуков    | 400 м препоне | 50,35        | 50,39 КВ, ЛРС    | 1. у гр. 1    | 50,33 НРмс, ЛР        | 8. у гр. 1 | Није се квалификовао  | 20 / 36 (37)      |        |
| Арнис Румбениекс   | 50 км ходање  | 3:58:35      |                  |               |                       |            | Није завршио трку     | Није завршио трку |        |
| Марекс Арентс      | Скок мотком   | 5,70         | 5,36             | 11. у гр. Б   |                       |            | Нису се квалификовали | 22 / 31 (36)      |        |
| Елвијс Мисанс      | Троскок       | 17,02        | 16,26            | 9. у гр. Б    | 10 / 29 (30)          |            | Нису се квалификовали |                   |        |
| Роланд Штробиндерс | Бацање копља  | 85,07        | 81,93 кв         | 3. у гр. А    | 76,59                 | 11 / 28    |                       |                   |        |
| Гатис Чакшс        | Бацање копља  | 83,99        | 78,13            | 6. у гр. А    | Нису се квалификовали | 13 / 28    |                       |                   |        |
| Патрикс Гаилумс    | Бацање копља  | 81,01        | 78,10 ЛРС        | 9. у гр. Б    | Нису се квалификовали | 14 / 28    |                       |                   |        |

### Жене
| Атлетичарка           | Дисциплина   | Лични рекорд | Квалификације | Квалификације | Полуфинале            | Полуфинале            | Финале                | Финале                | Детаљи |
| Атлетичарка           | Дисциплина   | Лични рекорд | Резултат      | Место         | Резултат              | Место                 | Резултат              | Место                 | Детаљи |
| --------------------- | ------------ | ------------ | ------------- | ------------- | --------------------- | --------------------- | --------------------- | --------------------- | ------ |
| Синдија Букша         | 200 м        | 23,02        | 23,36 КВ      | 3. у гр. 1    | Није стартовала       | Није стартовала       | Није се квалификовала | Није се квалификовала |        |
| Гунта Латишева-Чударе | 400 м        | 51,37        | 51,98 кв      | 3. у гр. 1    | 51,60 ЛРС             | 4. у гр. 3            | Није се квалификовала | 10 / 43               |        |
| Лига Велвере          | 800 м        | 2:00,85      | 2:05,13       | 6. у гр. 3    | Није се квалификовала | Није се квалификовала | Није се квалификовала | 26 / 32 (33)          |        |
| Илона Мархеле         | Маратон      | 2:37:40      |               |               |                       |                       | Није завршила трку    | Није завршила трку    |        |
| Лаума Грива           | Скок удаљ    | 6,86         | 6,47          | 8. у гр. А    |                       |                       | Није се квалификовала | 18 / 25 (27)          |        |
| Мадара Паламејка      | Бацање копља | 66,18 НР     | 60,21 кв      | 4. у гр. А    | 57,98                 | 9 / 22 (23)           |                       |                       |        |
| Анет Коцина           | Бацање копља | 64,47        | 57,48         | 9. у гр. Б    | Нису се квалификовале | 17 / 22 (23)          |                       |                       |        |
| Лина Музе             | Бацање копља | 63,18        | 53,95         | 10. у гр. А   | Нису се квалификовале | 19 / 22 (23)          |                       |                       |        |